# Генрі Волтер Бейтс
Генрі Волтер Бейтс (англ. Henry Walter Bates; 18 лютого 1825, Лестер, Велика Британія — 16 лютого 1892) — британський натураліст та зоолог, найбільш відомий описом мімікрії у тварин. Учасник кількох експедицій у Південній Америці між 1848 і 1859 роками. Член Королівського географічного товариства. Зібрав велику колекцію комах, зокрема метеликів та жуків.
Генрі Бейтс народився в Лестері в сім'ї виробника панчох. У 13 років він залишив навчання в школі, щоб стати підмайстром у батьківському підприємстві.
У бібліотеці в Лестері Бейтс зустрів Альфреда Воллеса, який зацікавив його природознавством. Разом з Воллесом Бейтс вирушив до Бразилії з метою дослідити тропічний ліс у басейні Амазонки. Першу експедицію вони розпочали разом, проте надалі їхні шляхи розійшлися.
З квітня 1864 року й до смерті Бейтс обіймав посаду помічника секретаря Королівського географічного товариства. Також він був членом Ентомологічного та Зоологічного товариств. 1881 року його було обрано членом Лондонського королівського товариства.

## Науковий внесок
Першу наукову статтю про комах Бейтс опублікував 1843 року в віці 18 років. Він описував зібрані ним колекції з Південної Америки, а також прислані йому екземпляри зі всього світу. Загалом він опублікував понад 200 статей, присвячених комахам.